# Mezmorized
"Mezmorized" je promotivni singl repera Wiza Khalife koji se nalazi na njegovom miksanom albumu Kush & Orange Juice. Pjesma je kao singl objavljena u formatu digitalnog downloada, 27. srpnja 2010. godine. Producent pjesme je Cardo, a tekst je napisao sam Wiz Khalifa. Spot za pjesmu je objavljen 10. lipnja 2010. godine. Redatelj spota je Bill Paladino.

## Popis pjesama
Digitalni download
| Br. | Skladba                 | Trajanje |
| --- | ----------------------- | -------- |
| 1.  | »Mezmorized« (Explicit) | 4:30     |

## Datumi objavljivanja
| Država                     | Nadnevak         | Format             | Diskografska kuća | Izvor |
| -------------------------- | ---------------- | ------------------ | ----------------- | ----- |
| Sjedinjene Američke Države | 27. srpnja 2010. | digitalni download | Rostrum Records   | [ 2 ] |

## Vanjske poveznice
- Mezmorized na YouTubeu